# Altstadt (Kirkel)
Altstadt ist neben Kirkel-Neuhäusel und Limbach einer der drei Ortsteile der Gemeinde Kirkel im saarländischen Saarpfalz-Kreis. Bis Ende 1973 war Altstadt eine eigenständige Gemeinde im Landkreis Homburg.

## Lage
Altstadt liegt im Osten des Saarlandes zwischen Homburg, Lappentascherhof, Kleinottweiler, Niederbexbach und Limbach. Der Ort liegt am nordöstlichen Ufer der Blies und ist über zwei Brücken mit Limbach auf der anderen Uferseite verbunden. Die beiden Orte bilden somit praktisch einen Doppelort.
In Altstadt mündet der vom Höcherberg kommende, fast zehn Kilometer lange Feilbach in die Blies.

## Geschichte
An der Stelle, an der Altstadt liegt, entstand ursprünglich die Ansiedlung „Limbach“ (ursprünglich „Limpach“, urkundliche Ersterwähnung 1219). Diese wurde etwa im 13. Jahrhundert auf das westliche Bliesufer verlagert. Die Umsiedlung war spätestens 1299 vollzogen; die urkundliche Ersterwähnung von „Altenstat“ ist mit dieser Jahreszahl datiert. Eine Urkunde aus dem Jahr 1434 erklärt den Ortsnamen eindeutig: Der Graf von Homburg verzichtete darin „auf all sein Recht zu beiden Limpach, in der alten und nuwen statt“. Trotz ihrer gemeinsamen Entstehungsgeschichte und der unmittelbaren Nachbarschaft nahm die Entwicklung der beiden Ortschaften Altstadt und Limbach einen völlig unterschiedlichen Verlauf, zumal Limbach fortwährend eine wichtige Grenz-, Zoll- und Geleitstation des Herzogtums Pfalz-Zweibrücken darstellte, während Altstadt zwischen 1492 und 1755 ein eher unbedeutender Bestandteil von Nassau-Saarbrücken war.
In Altstadt befand sich über eine längere Zeit die Hochgerichtsstätte der Grafen von Homburg, ehe sie im 17. Jahrhundert aufgegeben wurde. Sie lag auf dem heute bewaldeten, 267,5 Meter hohen Hügel in der Nähe des Friedhofes. Diese trägt heute noch den Flurnamen „Galgenberg“. Das gestürzte Schwert im Wappen der ehemaligen Gemeinde Altstadt deutet symbolisch diese ehemalige Funktion an. Dass Altstadt über Jahrhunderte hinweg zentraler Hinrichtungsort der Region war, hat seinen Ursprung im Mittelalter. Zur Zeit der fränkischen Herrschaft war Altstadt Tagungsort der „Hundertschaft“, einer regelmäßig stattfindenden Versammlung von 100 waffenfähigen Männern aus dem Umland. Diese Treffen dienten der regionalen Selbstverwaltung, aber auch der Rechtsprechung und dem Vollzug von Urteilen. Daraus entwickelte sich im Laufe der Jahrhunderte unter anderem das Halsgericht. Auf der Karte des Geometers Tilemann Stella aus dem Jahr 1564 ist der Ort noch eindeutig mit dem Galgen ausgestattet.
Dramatische Auswirkungen auf Altstadt hatte indirekt die Französische Revolution, deren Expansion in Richtung Osten nach der Kanonade von Valmy in der Champagne am 20. September 1792 vehement einsetzte. Kurze Zeit darauf wurde die saarpfälzische Region zum Kriegsschauplatz, wobei Altstadt immer wieder vom wechselnden Frontverlauf betroffen war. Nachdem die französischen Revolutionstruppen zunächst bis an den Rhein vormarschiert waren, wurden sie von den Preußen wieder zurückgedrängt. In Limbach bezog das französische Militär ein befestigtes Lager, auch, um von dort aus Angriffe gegen Homburg und die prunkvolle Schlossanlage auf dem Karlsberg auszuführen. Zum Schutz des Limbacher Lagers wurden auf dem Altstadter Galgenberg Schanzen angelegt. Die mittelalterliche Kirche des Dorfes wurde dabei zerstört, weil zur Anlage der Befestigungen unter anderem auch deren Dachstuhl und das Gestühl verwendet wurden. Im Verlauf der wechselseitigen Angriffe lagen Altstadt wie Limbach nun immer wieder im Mittelpunkt des Kampfgeschehens. Der ansässigen Bevölkerung wurden zur Versorgung der Truppen die Ernte in Beschlag genommen, die Lebensmittelvorräte und das Vieh requiriert.
Sechs Altstadter Männer haben die Lebensumstände der Zeit mit ihrer Unterschrift für die Nachwelt bezeugt: „Haben wir Gemeinds Leit zu der Altstadt den Blug selbst gezogen Peter Bach Alt, Georg Schwitzgebel, Jakob Baus Alt, Heinrich Baus, Jakob Baus jr., Daniel Baus in dem Jahrgang 1792 anfang zu 1793 wieder angefan Grombeeren zu setzen und den Hanfen wieter gepflanzet und den Blug selbst gezogen und Gott sagt rufe mich an in der Not So will ich Dich Erretten und du sollst mich Preißen. Altstadt, 20. März 1793 … Peter Bach, Vorsteher“. Die in diesem Dokument zum Ausdruck kommenden Hoffnungen erfüllten sich freilich nicht, der Ort geriet immer wieder im Zentrum der Kriegshandlungen. Besonders dramatisch verlief das Gefecht, zu dem es am 14. August 1793 in Altstadt kam. Die vereinigten sächsischen und preußischen Truppen fügten den französischen Einheiten schwere Verluste zu. Die Opferzahlen schwanken je nach Quelle zwischen 350 und 500 Toten. Wo diese Soldaten bestattet wurden, ist bis heute ungeklärt. Zu vermuten ist ein Massengrab. Auch der Schauplatz des Gefechtes ist unbekannt. Die französischen Truppen wurden dabei zum „ungeordneten Rückzug“ gezwungen – zur Flucht über den Engpass der Bliesbrücke also.
Bis Ende 1973 war Altstadt eine eigenständige Gemeinde und wurde im Zuge der Saarländische Gebiets- und Verwaltungsreform am 1. Januar 1974 mit Limbach und Kirkel-Neuhäusel zur neuen Gemeinde Kirkel zusammengeschlossen.

## Einwohner
Altstadt hat 1751 Einwohner, davon 902 männlich und 849 weiblich. Von den Einwohnern sind 1713 Deutsche und 38 Ausländer. Die Religionszugehörigkeit beträgt 527 römisch-katholisch, 899 evangelisch, 62 sonstige und 263 ohne Religion (Stand 31. Dezember 2012).

## Verkehrsanbindung
Altstadt liegt an der saarländischen Landesstraße L116 zwischen Limbach und Bexbach. Die L114 führt über Limbach nach Neunkirchen.
An der Bahnstrecke Homburg–Neunkirchen verfügte Altstadt einst über einen Bahnhof, der jedoch aufgrund seiner peripheren Lage inzwischen aufgelassen wurde. Von Altstadt aus kann über die L219 in Richtung Kleinottweiler die Anschlussstelle Homburg der Autobahn A6 erreicht werden. Im benachbarten Limbach gibt es einen Anschluss an die Autobahn A8 und den Limbacher Bahnhof. Dieser liegt an der elektrifizierten Bahnstrecke Mannheim–Saarbrücken. Diese Strecke erschließt auch die Mittelzentren Homburg und St. Ingbert sowie die Landeshauptstadt Saarbrücken.
Regionalbusse der Deutschen Bahn AG und der Neunkircher Verkehrs-AG bieten Verbindungen nach Neunkirchen, Homburg, Blieskastel und Bexbach.

## Sehenswürdigkeiten

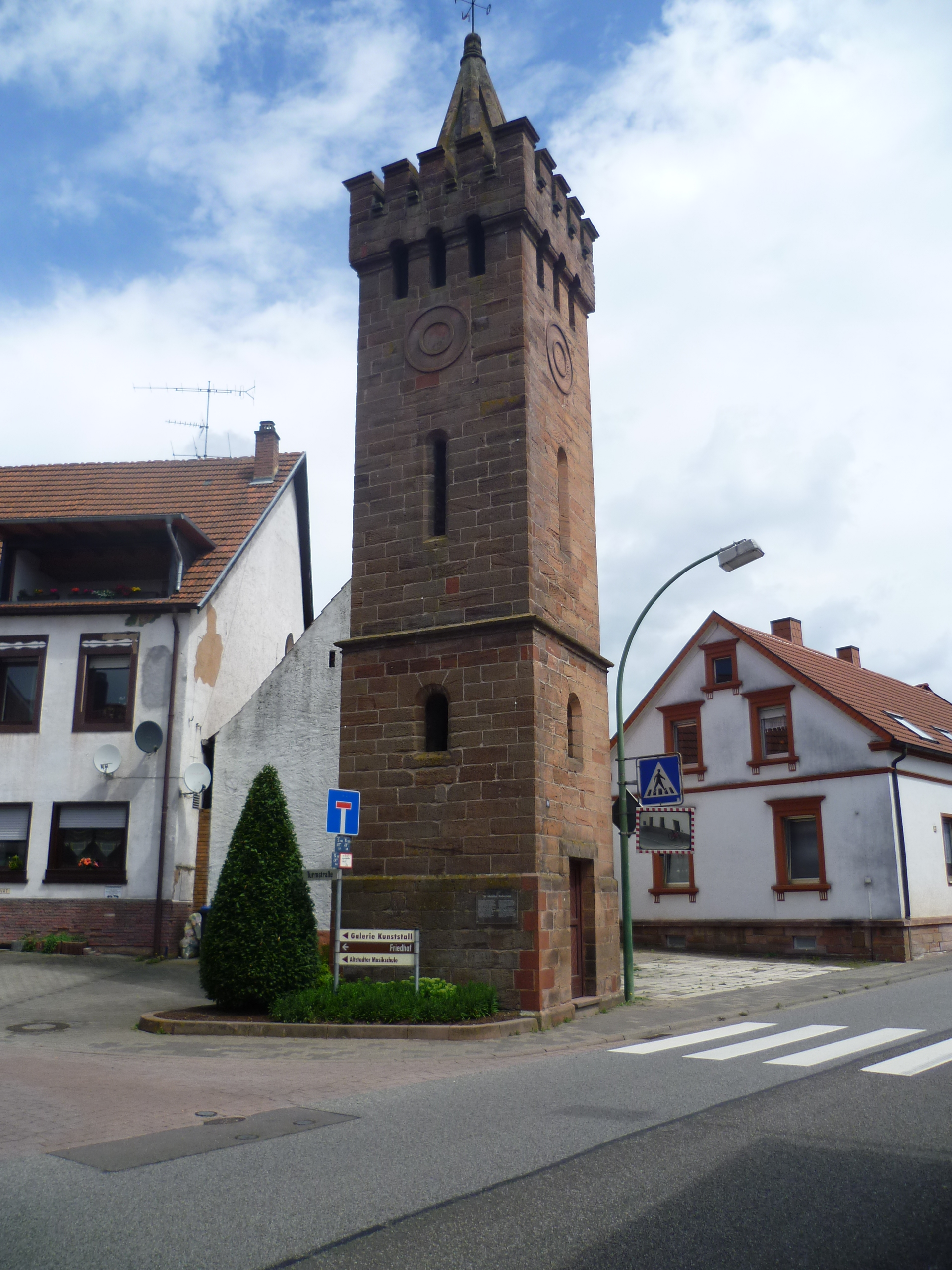
Altstadter Glockenturm, das Wahrzeichen von Altstadt

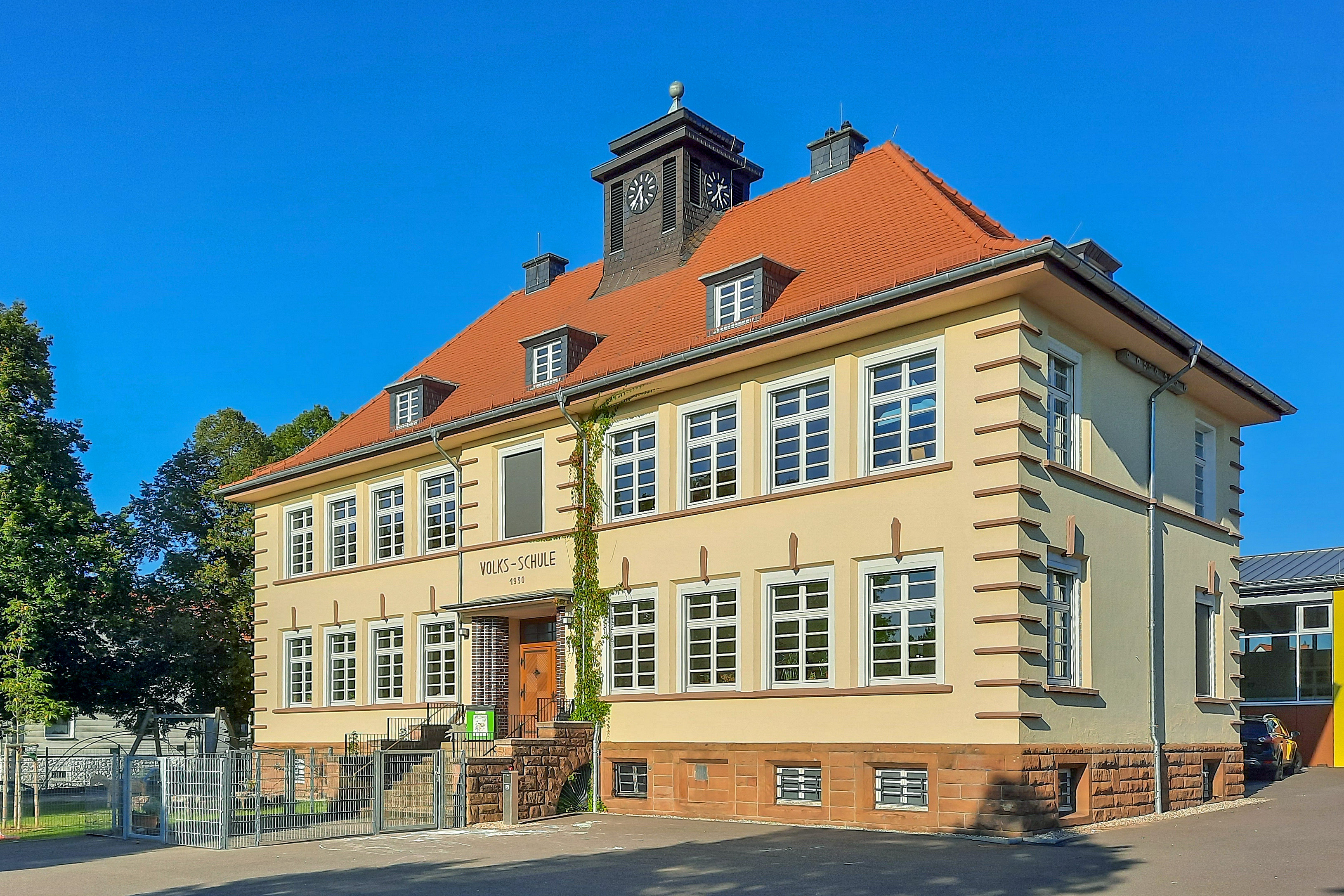
Volksschule Altstadt

Der „Glockenturm“ gilt als das Wahrzeichen von Altstadt. Er steht im ältesten Teil des Ortes und wurde 1859 errichtet, weil Altstadt zu jener Zeit keine Kirche mehr hatte und damit auch kein Geläut zur Verfügung stand. Der Turm aus Buntsandsteinen, der 2003 restauriert wurde, ist offiziell ein Baudenkmal. In Altstadt gibt es deren weitere sechs: Zwei Grabsteine aus dem 19. Jahrhundert auf dem Friedhof (darunter die Grabstätte von Johann Peter Friedrich Weber und seiner Frau Charlotte Elisabetha Bach, den Eltern von Christian Weber, der 1878 die Karlsberg Brauerei in Homburg gründete), der dreiflügelige Wohnungskomplex des Zollbahnhofs aus der Völkerbundszeit 1925, das Gebäude der „Volksschule“ von 1930 sowie zwei Grenzsteine im Staatswald „Am Zunderbaum“. Diese Buntsandsteinquader stammen aus dem Jahr 1604 und markieren als letzte Relikte der damals neuen und aufwendigen Aussteinung den historischen Grenzverlauf zwischen Nassau-Saarbrücken und Pfalz-Zweibrücken.
Der ehemalige Zollbahnhof Homburg (Saar) West ist im Landesentwicklungsplan Umwelt des Saarlandes als Vorranggebiet für Naturschutz und innerhalb des UNESCO-Biosphärenreservates Bliesgau als „Pflegezone“ ausgewiesen. Zur Gemarkung von Altstadt gehören die beiden Naturschutzgebiete „Höllengraben“ (zusammen mit Homburg) sowie „Kühnbruch“ (mit Niederbexbach). Beide Feuchtbiotope befinden sich in der Talaue der Blies. Unmittelbar neben der „Kläranlage Limbach“ in Altstadt ist weiteres Feuchtgebiet als Geschützter Landschaftsbestandteil ausgewiesen.

## Einrichtungen
- Hugo-Strobel-Halle
- Gemeindebücherei Altstadt
- Rasen-Fußballplatz des SV Altstadt
- EVS-Kläranlage „Limbach“
- Energis-Wasserwerk „Beeden“